# خوليو يورينتي
خوليو يورينتي (بالإسبانية: Julio Llorente)‏ هو لاعب كرة قدم إسباني في مركز الدفاع، ولد في 14 يونيو 1966 في مدريد في إسبانيا. شارك مع منتخب إسبانيا تحت 18 سنة لكرة القدم ومنتخب إسبانيا تحت 21 سنة لكرة القدم. أما مع النوادي، فقد لعب مع ريال مايوركا وريال مدريد كاستيا وريال مدريد ونادي تينيريفي ونادي سالامانكا.